# Gurlakatti, Nargund
Gurlakatti là một làng thuộc tehsil Nargund, huyện Gadag, bang Karnataka, Ấn Độ.